# Gerhard Struck
Gerhard Struck (* 24. Oktober 1944 in Hinterpommern; † 25. Januar 2015) war ein deutscher Rechtswissenschaftler.

## Leben
Er studierte in München und Frankfurt am Main. Struck wurde 1970 zum in Frankfurt am Main 1970 bei Rudolf Wiethölter zum rechtstheoretischen Thema Argument und Gemeinplatz in der juristischen Arbeit promoviert.
Er lehrte von 1978 bis 2010 als Professor für Zivilrecht in Hamburg. Neben seiner Professorentätigkeit war er auch lange Personalrat und Arbeitnehmervertreter an der Universität.

## Schriften (Auswahl)
- Topische Jurisprudenz. Argument und Gemeinplatz in der juristischen Arbeit. Studie. Frankfurt am Main 1971, OCLC 917806410.
- Zur Theorie juristischer Argumentation. Berlin 1977, ISBN 3-428-03929-7.
- mit Heide Pfarr und Ulrich Haug: Möglichkeiten der Beschleunigung des arbeitsgerichtlichen Verfahrens. Berlin 1985, ISBN 3-428-05897-6.
- Rechtssoziologie. Grundlagen und Strukturen. Baden-Baden 2011, ISBN 3-8252-3532-7.